# Бежански глас
„Бежански глас“ е български вестник, излизал от 10 септември 1922 до 20 юни 1923 година във Варна, България.

## История
Вестникът се печата в печатница „К. Николов“ и се издава от редакционен комитет. Първоначално е седмичник, от брой № 12 започва да излиза 3 седмично, а от брой № 21 - отново седмично. От брой № 12 директор и главен редактор е Г. Белев. В № 14, 15 и 16 няма означени редактор и редакционен комитет, от брой № 17 Г. Белев е редактор, а от № 18 до 20 - редактор-стопанин.
Вестникът се бори за прилагане на клаузите от Парижките мирни договори по отношение на малцинствата, както и за организиране на бежанците от Добруджа, Тракия и Македония в България.
| Годишнина | Броеве | Дата                            |
| --------- | ------ | ------------------------------- |
| I         | 1 – 22 | 10 септември 1922 – 20 юни 1923 |